# Skarpnäs (Vårdö, Åland)
Skarpnäs är en del av en ö i Åland (Finland). Den ligger i den östra delen av landskapet, 28 km nordost om huvudstaden Mariehamn.